# Cofka

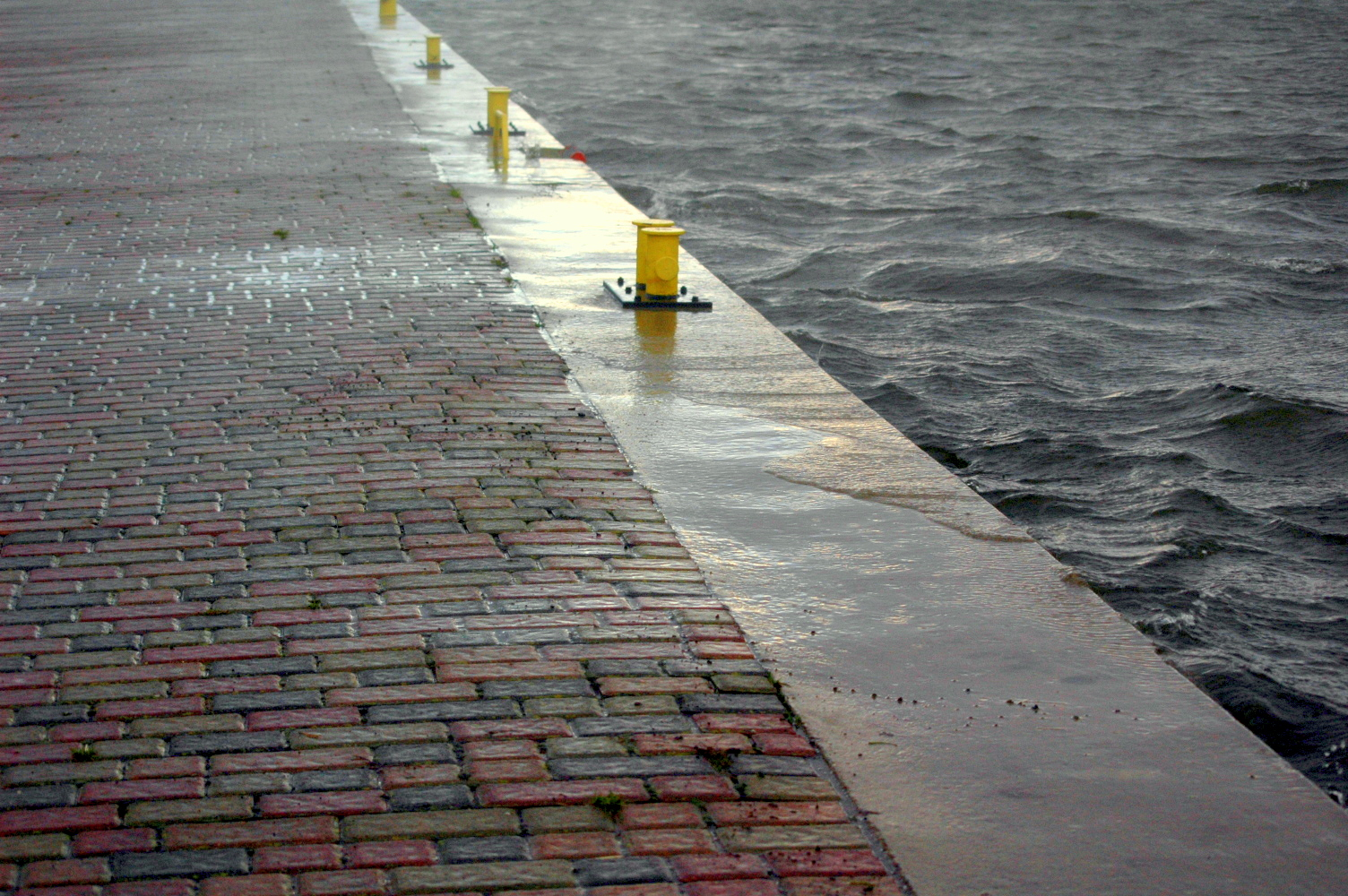
Efekt cofki na cieśninie Dziwna w Wolinie - woda wylewa się na deptak. Przy normalnym poziomie lustro wody znajduje się blisko metr niżej.

Cofka, cofka powodziowa – podwyższenie lustra wody postępujące w górę biegu cieku, powstające wskutek podnoszenia się stanu wody w zbiorniku końcowym, do którego ów ciek uchodzi – np. w morzu, jeziorze lub w rzece przyjmującej dopływ. Może nastąpić w wyniku spiętrzenia wody przez długotrwałe działanie silnych wiatrów wtłaczających wodę w górę cieku (cofka wiatrowa), w wyniku pojawienia się zatoru lodowego lub działania  zapory wodnej.
Zagrożenie cofkami powodziowymi dotyczy nisko położonych terenów nad ciekami w ich rejonie ujściowym. W Polsce nisko położone obszary nadmorskie zagrożone spiętrzeniami  powodziowymi zalewane są podczas silnych cofek powodowanych przez długotrwałe, silne wiatry północne. Cofki na rzekach w odcinkach ujściowych towarzyszą nierzadko powodziom sztormowym. Ze względu na bardzo nieznaczny spadek Odry w jej dolnym biegu zasięg stanów morza obserwowany bywa nawet powyżej miejscowości Bielinek, tj. ok. 150 km od Bałtyku.